# Пограничный (Краснознаменский район)
Пограничный (до 1938 — Шилленен (нем. Schillehnen), до 1946 — Вальдхайде (нем. Waldheide)) — посёлок в Краснознаменском городском округе Калининградской области. 

## География
Посёлок расположен на левом берегу реки Неман, на северо-востоке Калининградской области. Близ посёлка проходит государственная российско-литовская граница, с востока — по суше, с севера — по руслу Немана, образуя угол, острие которого является самой северо-восточной точкой области. Пропускной пункт в Литву.

## История
Населённый пункт относится к исторической области древней Пруссии именем Надровия.
В 1938 году властями гитлеровской Германии Шилленен был переименован в Вальдхайде в рамках кампании по упразднению в Восточной Пруссии топонимики прусско-литовского происхождения.
По итогам Второй Мировой войны передан в состав СССР. В 1946 году Вальдхайде был переименован в посёлок Пограничный.
До 2015 года входил в состав Алексеевского сельского поселения.

## Население
| 1867 | 1885 | 1910 | 1933 | 1939 | 2002 | 2010 |
| ---- | ---- | ---- | ---- | ---- | ---- | ---- |
| 395  | ↗508 | ↘422 | ↗453 | ↘424 | ↘117 | ↘91  |